# Джеб Стюарт
Джеймс Юелл Браун «Джеб» Стюарт (англ. James Ewell Brown "Jeb" Stuart та англ. J. E. B. Stuart; 6 лютого 1833, Патрік — 12 травня 1864, Ричмонд) — американський воєначальник, капітан армії США і генерал-майор армії Конфедеративних Штатів Америки. Учасник Американської громадянської війни. Його друзі звали Джеймса «Джеб» за ініціалами його імені. Стюарт був кавалерійським воєначальником, відомим своєю майстерністю ведення розвідки та використанням кавалерії для підтримки наступальних операцій КША. За спогадами багатьох учасників Громадянської війни Джеб Стюарт вважався довіреними очима та вухами конфедеративної армії Роберта Е. Лі та надихав моральним духом Південь.
У 1854 році Стюарт закінчив Військову академію у Вест-Пойнті та розпочав службу офіцером у кавалерійських частинах армії США в Техасі та Канзасі. Стюарт був ветераном прикордонних конфліктів з корінними американцями та активним учасником протистояння в Канзасі. Особисто брав участь у захопленні Джона Брауна у Гарперс-Феррі. Будучи капітаном, він залишив свою частину, коли його рідний штат Вірджинія відокремився, і перейшов служити в армію Конфедерації. Тут він спочатку воював під командування Стоунволла Джексона в долині Шенандоа, а потім служив у важливіших кавалерійських формуваннях армії Північної Вірджинії, відіграючи певну роль у всіх військових діях цієї армії до самої смерті.
Він здобув репутацію сміливого кавалерійського командира та двічі (під час кампанії на півострові та кампанії в Меріленді у липні та червні 1862 року) провів глибокі рейди по тилах Потомакської армії Союзу, здобувши собі славу та спричинивши збентеження на Півночі. У битві під Чанселорсвіллом він відзначився як командир корпусу, тимчасово підмінивши пораненого генерала Стоунволла Джексона.
У ході Геттісберзької кампанії кавалерія Півночі застала його зненацька у битві біля Бренді-Стейшн, що завдало шкоди його репутації. Під час вторгнення до Пенсильванії Стюарт провів черговий кінний рейд і був відрізаний від основних сил своєї армії, чим позбавив головнокомандувача генерала Лі розвідувальної інформації про маневри супротивника і це багато в чому вплинуло на результат битви під Геттісбургом. Після війни Стюарт зазнав критики з боку Південної преси, а також прихильників конфедеративного руху «Втрачена справа». Під час Оверлендської кампанії 1864 року кавалерія генерал-майора Союзу Філіпа Шерідана розпочала наступ, щоб нарешті знищити Стюарта; в ході нерівного бою при Єллоу-Таверн Джеб Стюарт був смертельно поранений і помер наступного дня.

## Біографія
Джеймс Юелл Браун Стюарт народився на фермі Лорел Хілл, плантації в окрузі Патрік, штат Вірджинія, поблизу кордону з Північною Кароліною. Він був восьмим з одинадцяти дітей і наймолодшим із п'яти синів, які пережили ранній вік. Його батько, Арчибальд Стюарт, був ветераном війни 1812 року, рабовласником, адвокатом і політиком-демократом. Його мати Елізабет Летчер Паннілл Стюарт керувала сімейною фермою і була відома як сувора релігійна жінка з хорошим чуттям до бізнесу.
Стюарт отримав домашню освіту від матері та вихователів. Коли йому було п'ятнадцять, він поступив на навчання до коледжу Еморі та Генрі, де навчався з 1848 по 1850 рік.

### Армія США
У 1850 році Джеймс був прийнятий у Військову академію у Вест-Пойнті. Стюарт був популярним студентом і відчував себе щасливим, навчаючись в Академії. Хоча в підлітковому віці він не вважався красивим, однокласники називали його на прізвисько «Красень», описуючи його як «особисту миловидність у зворотному співвідношенні до терміну служби».
У 1854 році Джеймс Стюарт закінчив навчання 13-м у своєму класі з 46 кадетів. Він був десятим у своєму класі з кавалерійської тактики.

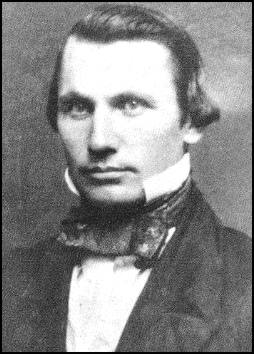
Молодий Джеб Стюарт

По випуску Стюарт отримав звання другого лейтенанта і був направлений для проходження служби до полку кінних стрільців у Техасі. 1855 року його перевели до щойно сформованого 1-го кавалерійського полку у форті Лівенворт, територія Канзас. Того ж року він отримав звання першого лейтенанта.
У 1855 році Стюарт познайомився з Флорою Кук, дочкою командира 2-го драгунського полку, підполковника Філіпа Сент-Джорджа Кука, і менш ніж через два місяці після знайомства, вони заручилися.
Незабаром у ході проходження служби керівництвом та колегами були визнані лідерські здібності Стюарта. Молодий офіцер швидко став ветераном прикордонних конфліктів з корінними індіанцями та учасників збройних сутичок, що відбувалися у Канзасі в той час. 29 липня 1857 року під час бою біля Соломон-Рівер, штат Канзас, проти шеєнів, Джеймс Стюарт був поранений.
У 1859 році Стюарт перебував у Вашингтоні, коли почув про рейд Джона Брауна на арсенал США в Гарперс-Феррі. Стюарт зголосився бути ад'ютантом полковника Роберта Е. Лі та супроводжував його разом із ротою американських морських піхотинців та чотирма ротами мерілендської міліції. У ході пошуку повстанців, з'ясувалося, що 19 аболіціоністів захопили заручників та замкнулися у цегляному будинку. 18 жовтня Лі наказав оточити будівлю, де засіли аболіціоністи, і о 07:00 Стюарт передав їм письмову вимогу Лі про капітуляцію. Браун відмовився здатися на запропонованих умовах, і після короткого штурму будинок був захоплений, а Браун взятий у полон.
22 квітня 1861 року Стюарт отримав звання капітана, але вже 3 травня звільнився з лав армії США, щоб приєднатися до армії Конфедеративних Штатів після сецесії Вірджинії.

### Армія Конфедерації
10 травня 1861 року Стюарт отримав звання підполковника піхоти Вірджинії в армії Конфедерації. Генерал-майор Роберт Е. Лі, який командував збройними силами Вірджинії, наказав йому перейти в підпорядкування полковнику Томасу Дж. Джексону, який 4 липня призначив Стюарта командувати всіма кавалерійськими ротами армії Шенандоа, організованими як 1-й кавалерійський полк Вірджинії. 16 липня Стюарт отримав звання полковника.
Після нетривалого періоду служби в долині Шенандоа Стюарт очолив свій полк у першій битві при Булл-Рані (де Джексон отримав своє прізвисько «Стоунвол») і брав участь у переслідуванні федералів, що відступали. Потім він командував форпостами армії вздовж верхів'я річки Потомак, доки не отримав під своє командування кавалерійську бригаду Потомакської армії (пізніше перейменована на армію Північної Вірджинії). 24 вересня 1861 року він отримав звання бригадного генерала.

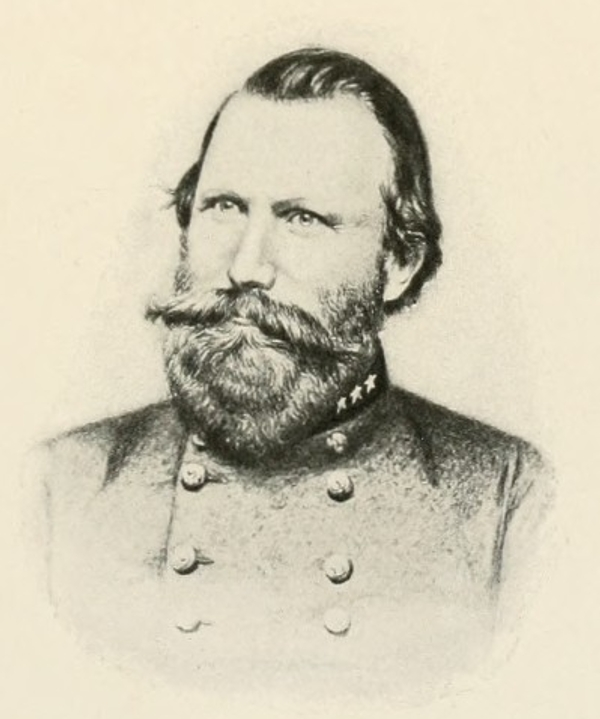
Бригадний генерал армії Конфедерації Джеб Стюарт

У березні 1862 року Потомакська армія Союзу генерала Джорджа Макклеллана розпочала кампанію на півострові, намагаючись захопити столицю сепаратистів, місто Ричмонд, штат Вірджинія. Кавалерійська бригада Стюарта, незважаючи на переважаючі сили противника, забезпечила серйозну допомогу армії генерала Джозефа Е. Джонстона, коли вона відступила з півострова Вірджинія.

Жовтневий рейд Джеба Стюарта

Однак, коли генерал Роберт Е. Лі став командувачем армії Північної Вірджинії, він попросив Стюарта провести розвідку, щоб визначити, наскільки вразливий правий фланг армії Союзу. Вранці 12 червня Стюарт вирушив із 1200 кавалеристами у рейд і, визначивши, що фланг справді вразливий, повів своїх людей у повний обхід армії Союзу, повернувшись 15 червня після глибокого рейду на 150 миль зі 165 полоненими солдатами Союзу та 260 конями і мулами. Його люди не зустріли серйозного опору з боку більш децентралізованої кавалерії Союзу, якою за збігом обставин командував його тесть, полковник Кук, і втрати кавалеристів Стюарта становили лише одного загиблого. Маневр став сенсацією для населення Півдня і Стюарта зустріли квітами в Ричмонді. В очах Конфедерації він став таким же популярним, як Стоунвол Джексон.

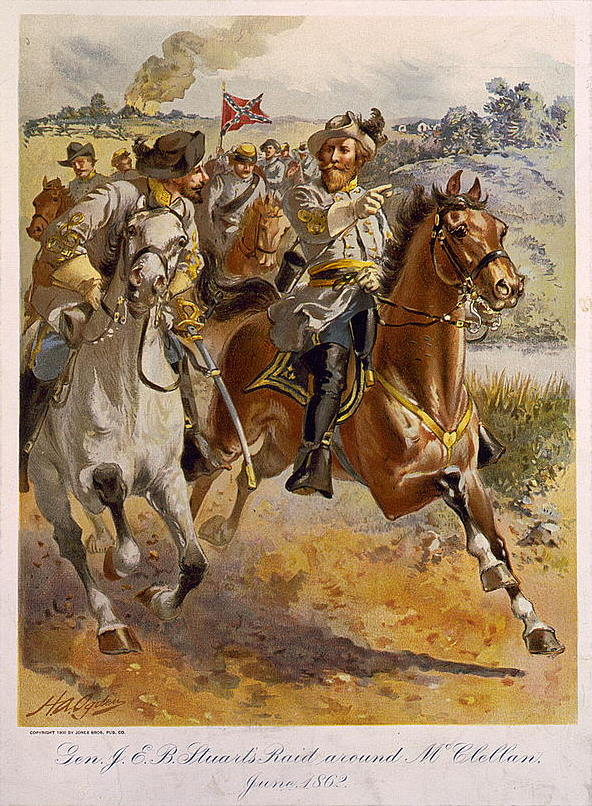
Червневий рейд Джеба Стюарта

### Кампанія в Північній Вірджинії
25 липня 1862 року, на початку кампанії у Північній Вірджинії, Стюарт отримав звання генерал-майора, а його кавалерійська бригада була розгорнута до дивізії. 28 серпня розпочалася Друга битва при Булл-Рані. Командувач армії Союзу генерал Поуп вважаючи, що загнав Джексона в пастку, зосередив проти нього основну частину своєї армії. 29 серпня Поуп розпочав серію атак на позицію Джексона вздовж недобудованого залізничного полотна. Кіннота Стюарта слідувала за наступом піхоти Лонгстріта на армію Союзу, прикриваючи її фланг артилерійськими батареями. Діючи на своєму напрямі, Стюарт виявив висування корпусу Портера. Він наказав кавалеристам прив'язати до сідла гілки дерев і піднімати пил, імітуючи переміщення великих мас піхоти. Лонгстріт надіслав на допомогу три бригади та кілька гармат. Портер не наважився продовжити наступ.
30 серпня битва завершилася потужною фланговою атакою корпусу Лонгстріта. Стюарт супроводжував корпус, підтягуючи артилерію та прикриваючи фланги. Він намагався відрізати шляхи відходу армії противника, що призвело до зіткнення з бригадою Джона Бьюфорда. Наступного дня він силами бригад Фіцг'ю Лі та Робертсона продовжив переслідування федеральних військ у напрямку на Фейрфакс. 2 вересня кампанія завершилася, ставши однією з найвдаліших кампаній у кар'єрі генерала Лі. Сам Лі писав, що дії кавалерії були виключно важливими та цінними для успіху кампанії. Джексон особисто висловив Стюарту вдячність за ефективну службу. Він навіть сказав Деніелю Хіллу, що Стюарт — його ідеал кавалерійського командира.

### Мерілендська кампанія
У вересні 1862 року, під час Мерілендської кампанії, кавалерія Стюарта прикривала рух армії на північ. Вважаючи, що основні сили армії Союзу перебувають на значній відстані, головнокомандувач, генерал Лі, розділив свою армію на дві частини. У свою чергу, Стюарт не зміг забезпечити свого командувача свіжою розвідувальною інформацією,. Він неправильно оцінив темп контрнаступу Союзу, не знаючи про те, що війська противника загрожували Тернерс-Геп, і потребував допомоги від піхоти генерал-майора Д. Г. Хілла для захисту перевалів в битві при Південній Горі. Його кінна артилерія обстрілювала фланг армії Союзу, коли вона розпочала атаку в битві при Антітемі. Стоунволл Джексон наказав Стюарту до середини дня силами кінноти провести відволікаючий маневр проти правого флангу та тилу Союзу, а в разі успіху його могли посилити піхотною атакою з Вест-Вудса.
10–12 жовтня 1862 року, через три тижні після того, як армія Лі відступила до Вірджинії, Стюарт здійснив ще один зі своїх сміливих глибоких рейдів навколо Потомацької армії, Чемберсбурзький рейд — пройшовши 126 миль менш ніж за 60 годин, знову присоромивши своїх опонентів Союзу та захопивши коней і припаси, але за рахунок виснаження людей і тварин, не здобувши особливої військової перемоги.
Макклеллан повільно просунув свою армію на південь, спонуканий президентом Лінкольном переслідувати конфедеративні війська Лі, й, починаючи з 26 жовтня, перетнув Потомак. Коли Лі почав рухатися, щоб протистояти цьому, Стюарт прикривав корпус Лонгстріта і на початку листопада неодноразово вступав у сутички проти кавалерії та піхоти Союзу навколо Маунтвіля, Олді та Аппервіля.
У битві під Фредеріксбургом у грудні 1862 року Стюарт і його кіннота захищали фланг Стоунволла Джексона під час форсування Гамільтону.
Після Різдва Лі наказав Стюарту організувати рейд північніше річки Раппаганнок, щоб «проникнути в тил ворога, з'ясувати, якщо це можливо, його диспозиції та маршрути маневрів, і завдати йому такої шкоди, яку дозволять обставини». З 1800 солдатами та батареєю кінної артилерії Стюарт провів зухвалий рейд, під час якого просунувся на північ майже аж до будівлі суду Ферфакса, захопивши 250 полонених, коней, мулів і припаси.
У битві під Чанселорсвіллом Стюарт супроводжував Стоунволла Джексона під час його знаменитого флангового маршу 2 травня 1863 року та почав переслідувати відступаючих солдат XI корпусу Союзу. Після поранення командира Стюарт прийняв командування II корпусом. Хоча затримки, пов'язані із цією зміною командування, фактично завершили флангову атаку вночі 2 травня, наступного дня Стюарт гідно проявив себе як командир піхотного корпусу, провівши потужну та добре скоординовану атаку проти правого флангу військ Союзу в Ченселорсвіллі.
Стоунволл Джексон помер 10 травня, і Стюарт знову був спустошений втратою близького друга, сказавши своїм співробітникам, що його смерть стала «національним лихом».

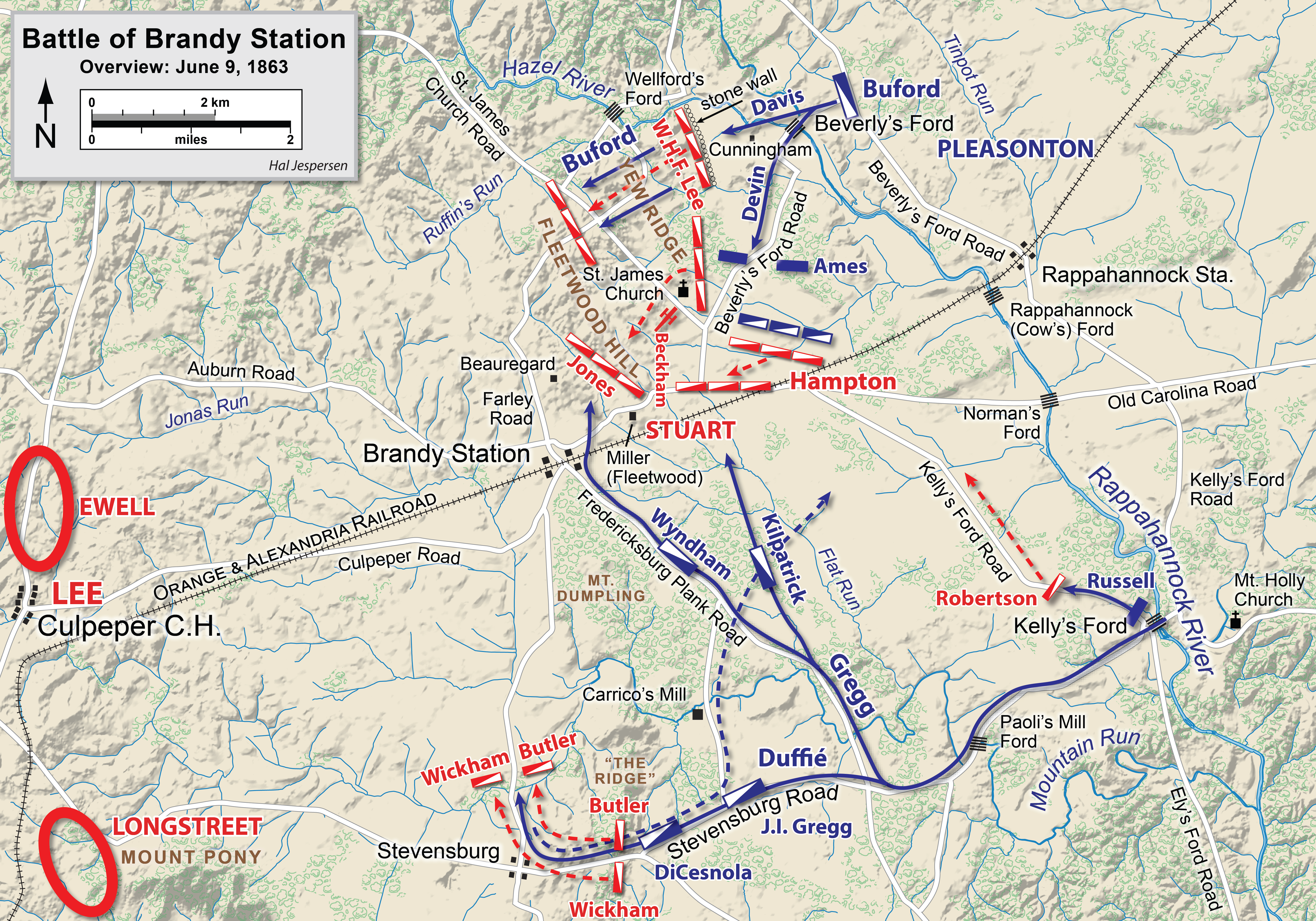
Бій біля Бренді-Стейшн
Конфедерати
Союз

### Геттісбурзька кампанія
У другій половині травня 1863 року почалася підготовка Конфедеративної армії до Геттісбурзької кампанії, вторгненню на Північ. До 5 червня два піхотні корпуси Лі стояли табором у Калпепері та навколо нього. У шести милях на північний схід, утримуючи лінію річки Раппаганнок, Стюарт розмістив бівуак для своїх кавалерійських підрозділів, переважно біля Бренді-Стейшн, прикриваючи армію Конфедерації від несподіваного нападу ворога. За станом на 5 червня під командуванням Стюарта перебувало майже 9000 кінних солдатів і чотири батареї кінної артилерії.
Командувач Потомакською армією генерал-майор Джозеф Гукер витлумачив присутність Стюарта навколо Калпепера як ознаку підготовки до рейду на лінії постачання його армії. У відповідь він наказав своєму начальнику кавалерії, генерал-майору Альфреду Плезонтону, зосередити об'єднані сили з 8 000 кавалеристів і 3 000 піхотинців і провести «руйнівний рейд», щоб «розсіяти та знищити» 9 500 конфедератів. 9 червня 1863 року ударне кавалерійське об'єднання Плезонтона перетнули Раппаганнок двома колонами. Перша переправа у Беверліс-Форду застала Стюарта зненацька, розбудивши його та його штаб звуком стрілянини. Друга переправа, біля Форду Келлі, знову здивувала Стюарта, і конфедерати опинилися під ударом з фронту та з тилу в жорстокій рукопашній сутичці. Після десяти годин бою Плезонтон наказав своїм людям відійти через Раппаганнок. Бій біля Бренді-Стейшн став найбільшою кавалерійською битвою Американської громадянської війни, а також взагалі найбільшою кавалерійською битвою в історії Америки.

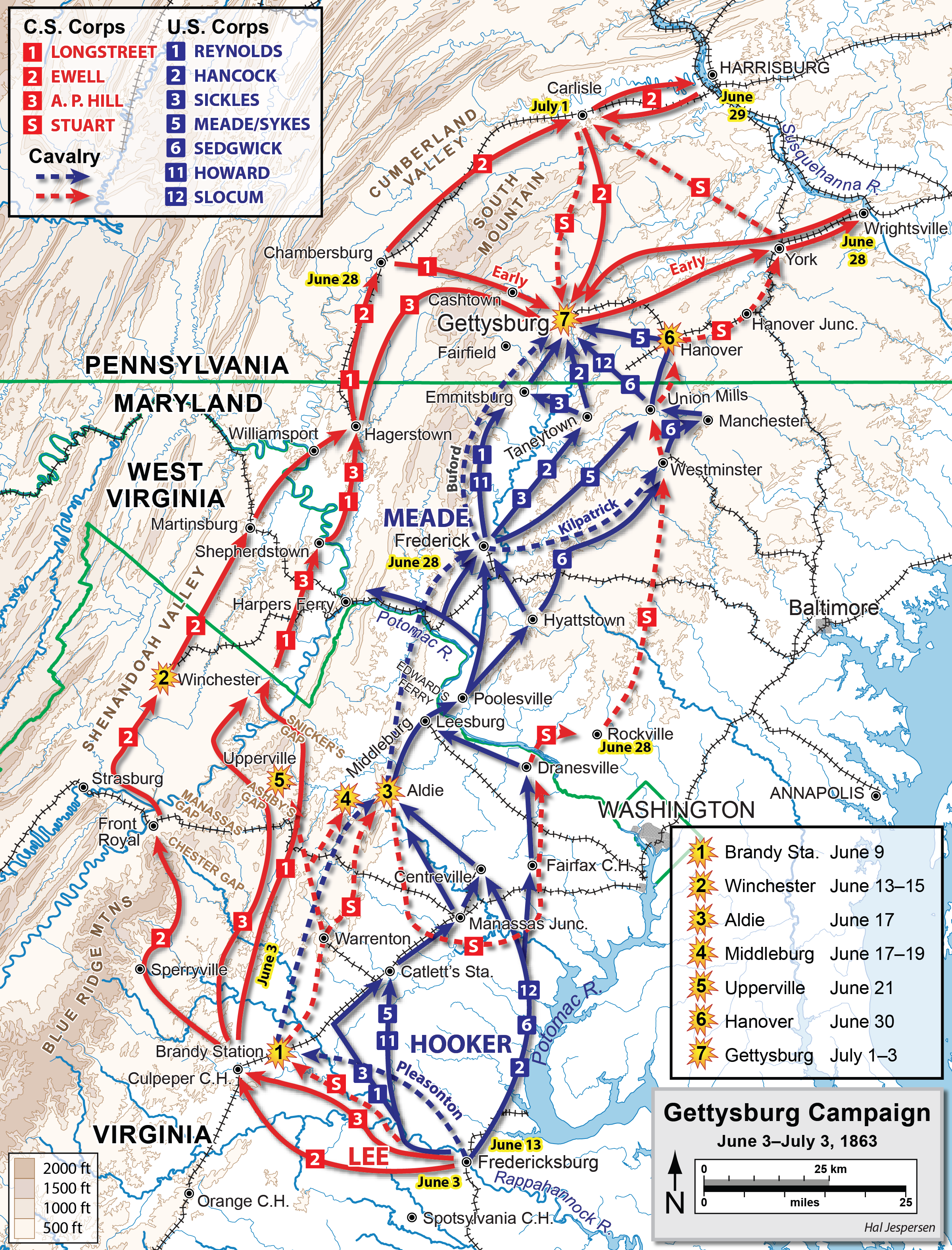
Геттісбурзька кампанія

Хоча Стюарт заявив про перемогу, оскільки конфедерати утримали поле битви, Бренді-Стейшн вважається тактичною нічиєю, жодна зі сторін не здобула визначених цілей. Плезонтон не зміг вивести з ладу війська Стюарта на початку важливої кампанії і відступив, не виявивши поблизу табори армії генерала Лі. Однак той факт, що південна кавалерія не помітила руху двох великих колон союзної кавалерії, і що вони стали жертвами раптової атаки, викликала серйозну критику з боку колег-генералів і південної преси. Бій також виявив зростання компетентності та боєздатності кавалерії Союзу та передвіщав занепад раніше непереможної південної кінної армії.
Після серії невеликих кавалерійських сутичок у червні, коли армія Лі почала марш на північ через долину Шенандоа, Стюарт, можливо, мав намір ще раз обійти ворожу армію, бажаючи стерти пляму зі своєї репутації, спричинену несподіванкою при Бренді-Стейшн. 22 червня генерал Лі наказав Стюарту розпочати марш на північ, поки армія Північної Вірджинії все ще перебувала на південь від Потомака, і він мав перетнути річку разом із основними силами армії та прикрити правий фланг II корпусу Юелла. Стюарт на чолі своїх трьох бригад вирушив із Салемського депо о першій годині ночі 25 червня.
На жаль для Стюарта, армія Союзу під командуванням Джорджа Гордона Міда вже рухалася, і запропонований ним маршрут був заблокований колонами федеральної піхоти, що змусило його відхилитися далі на схід, ніж він або генерал Лі передбачали. Команда Стюарта перетнула річку Потомак о 3 годині ранку 28 червня. Близькість рейдерів Конфедерації викликала певну паніку у столиці Союзу, і дві кавалерійські бригади Півночі та артилерійська батарея були відправлені переслідувати Конфедератів.
У Вестмінстері 29 червня його люди ненадовго зіткнулися з двома ротами кінноти Союзу та розбили їх, переслідуючи їх на великій відстані по Балтиморській дорозі, що, за словами Стюарта, викликало «велику паніку» в місті Балтимор. 30 червня голова колони Стюарта наразилася на кавалерійський загін бригадного генерала Джадсона Кілпатріка, що проходив через Гановер і в короткій сутичці розсіяла його. Однак, бій у Гановері закінчився після того, як люди Кілпатріка перегрупувалися та витіснили конфедератів з міста. Вранці 1 липня після 20-мильного шляху в темряві його виснажені люди досягли Довера, отже битва під Геттісбургом починалася без війська Стюарта.
Він і більшість його команди дісталися Лі в Геттісберзі вдень 2 липня. Коли Стюарт прибув до Геттісберга, привівши з собою караван із трофейних обозів Союзу, він отримав рідкісну догану від Лі. В останній день битви Стюарту було наказано здійснити рейд у тил ворога з метою порушення його лінії комунікацій.
Під час відступу конфедеративних сил з-під Геттісберга Стюарт зосередив усю свою увагу прикриттю руху армії, успішно захищаючи в негоду тисячі возів з пораненими та захопленими припасами по складних дорогах від агресивного переслідування кавалерією Союзу. Під час прикриття та стримування дій відступу відбувалися численні сутички та дрібні бої. Люди Стюарта були останніми підрозділами, які перетнули річку Потомак і повернулися до Вірджинії в «жалюгідному стані — повністю зношені та розбиті».
Нездатність конфедератів розгромити федеральну армію в Пенсильванії в 1863 році, на думку майже всіх офіцерів армії Північної Вірджинії, можна висловити однією фразою — відсутність кавалерії на полі битви.
Геттісберзька кампанія стала найбільш суперечливим етапом у кар'єрі Стюарта. Він став одним із «цапів відпущення» (разом із Джеймсом Лонгстрітом), яких прихильники післявоєнного руху «Втрачена справа» звинувачували у поразці армії Лі під Геттісбергом.
Попри тому, що офіційно Стюарта не було дисциплінарно покарано за його роль у Геттісбурзькій кампанії, варто відзначити, що його призначення на посаду командира Кавалерійського корпусу 9 вересня 1863 року не відбулося одночасно з присвоєнням йому звання генерал-лейтенанта. Едвард Бонекемпер писав, що оскільки всі інші командири корпусів в армії Північної Вірджинії вже мали це звання, рішення Лі залишити Стюарта у званні генерал-майора і водночас підвищити підлеглих Стюарта, Вейда Гемптона та Фіцг'ю Лі, до генерал-майорів, можна вважати за прихований докір.

### Осінь 1863—весна 1864
9 вересня 1863 року генерал Лі реорганізував свою кавалерію, сформувавши під командуванням Стюарта кавалерійський корпус, що складався з двох дивізій по три кавалерійські бригади кожна. Під час кампанії Брістоу Стюарт отримав наказ головнокомандувача здійснити широкий обхідний маневр у спробі проникнути глибоко в тил ворога, але генерал Мід вміло вивів свою армію з-під удару, не залишивши Стюарту жодної можливості спричинити йому шкоду. 13 жовтня Стюарт прорвався в ар'єргард III корпусу Союзу поблизу Воррентона, що призвело до Першої битви при Оберні.
II корпус Юелла був посланий на допомогу Стюарту, але той сховав своїх солдатів у лісистій ущелині, поки нічого не підозрюючи III корпус Союзу не рушив далі, і допомога не знадобилася. 14 жовтня, коли Мід відступив до Манассас-Джанкшн, бригади II Корпусу Союзу вели ар'єргардні дії проти кавалерії Стюарта та піхоти дивізії Гаррі Гейса поблизу Оберна. Кавалерія Стюарта вміло обіграла піхоту Воррена і уникла катастрофи. Після відсічі штурму Брістоу-Стейшн силами Конфедерації та зірваного наступу на Сентервіль кавалерія Стюарта прикривала відхід армії Лі з околиць Манассас-Джанкшн. Кіннота Союзу Джадсона Кілпатріка переслідувала кавалерію Стюарта вздовж Воррентонської магістралі, але була заманена в засідку біля Честнат-Хілл і розбита. Федеральні війська були розсіяні та переслідувані вісім кілометрів, ці події стали відомі як «Баклендські перегони». Після успішної активності Стюарта в ході осінньої кампанії південна преса почала знижувати градус своєї критики кавалерійського начальника.
Оверлендська кампанія, наступ генерал-лейтенанта Улісса С. Гранта проти Лі навесні 1864 року, почалася 5 травня 1864 року з битви в глушині, де Стюарт агресивними діями примусив бригаду Томаса Л. Россера до зіткнення проти краще озброєної мічиганської бригади Джорджа Кастера, що призвело до значних втрат серед північних військ. Поки армії маневрували, кавалерія Стюарта боролася, затримуючи дії проти кавалерії Союзу. Вміло організована Стюартом оборона затримала наступ федеральної армії майже на 5 критичних годин.
Кавалерійський начальник Півночі Шерідан, розлючений зухвалими нападами Стюарта, рішуче вирушив на південний схід, його кіннота перетнула річку Норт-Анна та опанувала станцію Бівер-Дем на центральній залізниці Вірджинії, де його люди захопили потяг, звільнивши 3000 в'язнів Союзу та знищивши понад мільйон пайків і медичних товарів, призначених для армії Лі. Стюарт направив військо приблизно в 3000 кавалеристів на перехоплення кавалерійського загону Шерідана, який більш ніж утричі перевищував чисельність конфедератів.

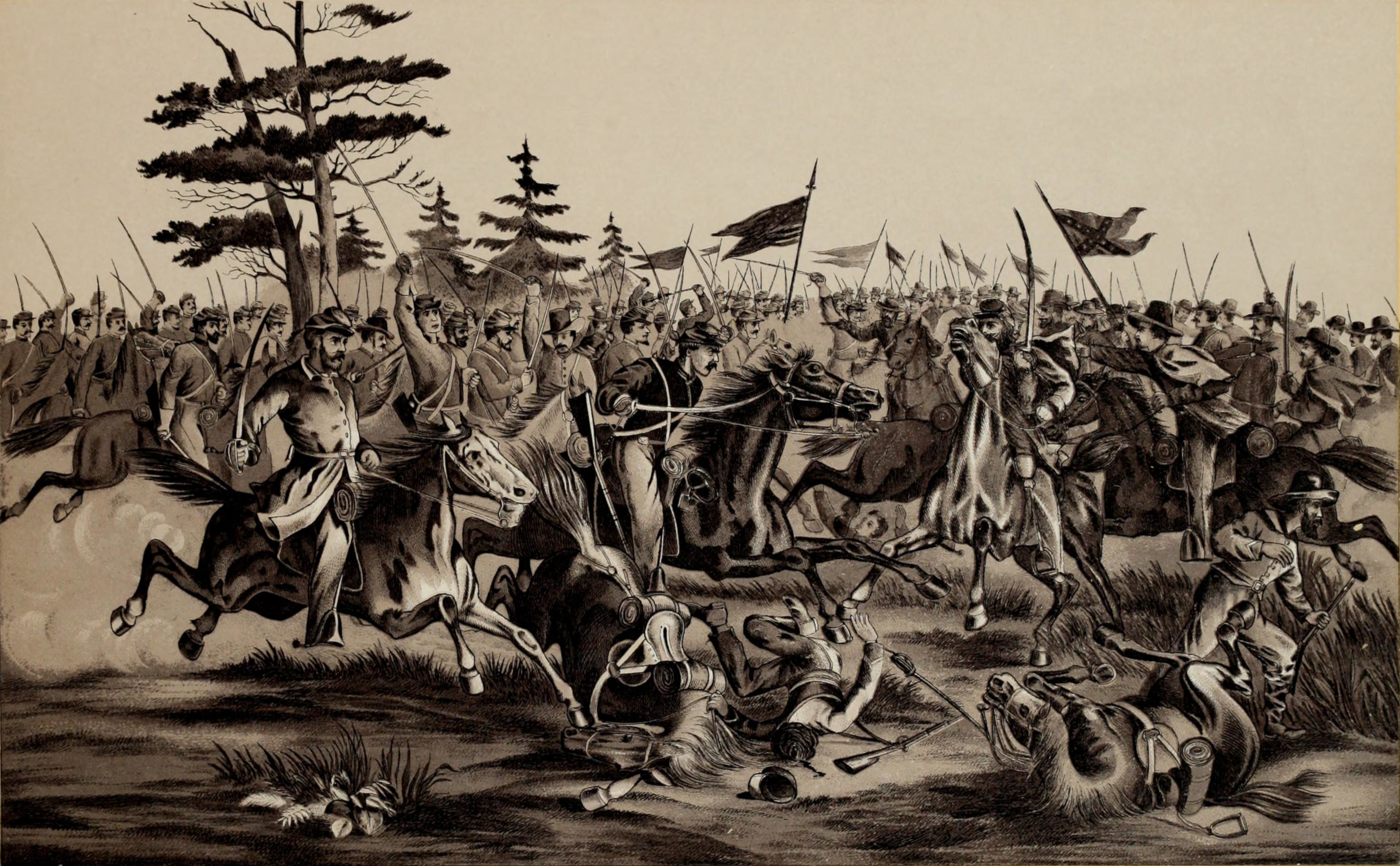
Кавалерійська сутичка під час бою при Єллоу-Таверн. 11 травня 1864

11 травня поблизу покинутого трактиру, розташованому в шести милях (9,7 км) на північ від Річмонда, стався бій при Єллоу-Таверн. Стюарт зайняв оборонну позицію, сподіваючись протриматися до підходу піхотних частин з Ричмонда. Його загін протягом трьох годин стримував першу атаку північних військ, але під час другої атаки кавалерія Джорджа Кастера зуміла увірватися на позицію артилерійської батареї Гріффіна та захопити гармати. Стюарт провів контратаку та відтіснив війська Союзу, що наступали.
Коли 5-й Мічиганський кавалерійський полк відступав повз Стюарта, спішений кінник, рядовий Союзу, 44-річний Джон А. Гафф, розвернувся і вистрілив у Стюарта зі свого револьвера 44-го калібру з відстані 10–30 ярдів. Куля Гаффа влучила Стюарту в лівий бік, пройшла крізь його живіт і вийшла зі спини, на один дюйм праворуч від хребта. Стюарт потрапив в обійми командира роти «К» Гаса В. Дорсі, який спіймав його і відвів Стюарта в тил.
Коли його везли з поля бою у вагоні швидкої допомоги, Стюарт помітив безладні шеренги відступаючих і промовив до них свої останні слова на полі бою: «Повертайся, повертайся і виконуй свій обов'язок, як я виконав свій, і наша країна буде в безпеці. Повертайся, повертайся! Я б краще помер, ніж був бичований».
Стюарт наказав віддати його синові свої меч і шпори. Коли його помічник майор Макклеллан відійшов від нього, в кімнату, де лежав поранений, увійшов президент Конфедерації Джефферсон Девіс, узяв генерала Стюарта за руку і запитав: «Генерале, як ви себе почуваєте?» Стюарт відповів: «Легко, але готовий померти, якщо Бог і моя країна вважають, що я виконав своє призначення і виконав свій обов'язок». Його останніми словами пошепки були: «Я змирився; нехай буде воля Божа». Він помер о 19:38 12 травня, у віці 31 року. Стюарта поховали на Голлівудському кладовищі в Річмонді. Дізнавшись про смерть Стюарта, генерал Лі, як повідомляється, сказав, що він насилу втримався від плачу при одній лише згадці імені Стюарта і що Стюарт ніколи не давав йому поганої інформації. Джон Гафф, рядовий, який смертельно поранив Стюарта, загинув у бою лише через кілька тижнів.

## Спадщина
На честь Джеймса Юелла Брауна «Джеба» Стюарта:
- місто Тейлорсвілль було перейменоване на Стюарт
- названий американський легкий танк періоду Другої світової війни M3 «Стюарт»
- у Ричмонді встановлений монумент Джебу Стюарту (демонтований 7 липня 2020 року за результатами протестів через убивство Джорджа Флойда)